# Heymann Steinthal
Chajim Heymann Steinthal, másként Heinemann, Hermann vagy Heinrich (Gröbzig, 1823. május 16. – Berlin, 1899. március 14.) német nyelvész és filozófus.

## Élete
Heymann Steinthal filológiát és mitológiát tanult a Berlini Egyetemen (mai nevén Humboldt Egyetem), ahol 1850-ben a nyelvészeti és mitológiai egyetemi docenssé lett kinevezve. A tanulmányai alatt különösen érdekelték Wilhelm von Humboldt elméletei, ebből indíttatva kiadta később (1884-ben) a Nyelvészeti Tanulmányokat (Sprachwissenschaftliche Werke).
- 1852-1855-ig Párizsban lakott, ahol a vizsgálatait teljes mértékben a kínai nyelvnek szentelte. 1863 megkapta a professzori kinevezést Berlinben.
- 1869-ben a Berlini Antropológiai, Etológiai és (őskori) Történettudományi Társaság /Berliner Gesellschaft für Anthropologie, Ethnologie und Urgeschichte/ alapító tagjai között volt.
- 1872-től docensként dolgozott mint vallásfilozófus és az Ószövetség történészkritikusa, a Hochschule für die Wissenschaft des Judentums.
- 1860-ban barátjával és sógorával, Moritz Lazarusszal együtt kiadta Zeitschrift für Völkerpsychologie und Sprachwissenschaft - Néplélektani és Nyelvészeti Folyóirat, amivel mind a két, címben szereplő tudománynak letették az alapjait.
- 1883-tól a Német-Izraeli Közösség Szövetségének az igazgatója, ezentúl vallástanári feladatainak is eleget tett, több különböző kis közösségben is.

A sírja a Zsidó Temetőben található (Jüdischen Friedhof in Berlin-Weißensee).

## Fontosabb művei
(németül)
- Die Sprachwissenschaft Wilhelm von Humboldts und die Hegel'sche Philosophie. Berlin, 1848
- Die Classifikation der Sprachen dargestellt als die Entwickelung der Sprachidee, Berlin, 1850 (unveränderter Nachdruck Frankfurt am Main 1976, ISBN 3-8102-1131-1); erschien auch 1860 in einer vom Autor und Franz Misteli überarbeiteten und erweiterten Version unter dem Titel Charakteristik der hauptsächlichen Typen des Sprachbaues als 2. Band im Abriss der Sprachwissenschaft. Berlin, 1893
- Der Ursprung der Sprache im Zusammenhang mit den Letzten Fragen Alles Wissens. Berlin, 1851 (4. erweiterte Auflage, 1888)
- Die Entwicklung der Schrift. Berlin, 1852
- Grammatik, Logik, Psychologie. Ihre Prinzipien und Ihre Verhältniss zu Einander. Berlin, 1855
- Geschichte der Sprachwissenschaft bei den Griechen und Römern. Berlin, 1863 (2. Auflage, 1889–1890/91)
- Philologie, Geschichte und Psychologie in Ihren gegenseitigen Beziehungen. Berlin, 1864
- Die Mande-Negersprachen, psychologisch und phonetisch betrachtet. Berlin, 1867
- Abriss der Sprachwissenschaft. Band in Einleitung in die Psychologie und Sprachwissenschaft. Berlin, 1871 (2. Auflage, 1881)
- Allgemeine Ethik. Berlin, 1885
- Zu Bibel und Religionsphilosophie. Berlin, 1890 (neue Serie 1895); besteht größtenteils aus in der Gesellschaft der Freunde vorgetragenen Referaten zu Gunsten der Lehranstalt für die Wissenschaft des Judenthums
- Gesammelte kleine Schriften. 1. Band, Berlin, 1880

## Fordítás
- Ez a szócikk részben vagy egészben  a   Heymann Steinthal című német Wikipédia-szócikk fordításán alapul.  Az eredeti cikk szerkesztőit annak laptörténete sorolja fel. Ez a jelzés csupán a megfogalmazás eredetét és a szerzői jogokat jelzi, nem szolgál a cikkben szereplő információk forrásmegjelöléseként.